# Портрет Петра Михайловича Волконского
«Портрет Петра Михайловича Волконского» — картина Джорджа Доу и его мастерской из Военной галереи Зимнего дворца.
Картина представляет собой погрудный портрет генерал-лейтенанта князя Петра Михайловича Волконского из состава Военной галереи Зимнего дворца.
Во время Отечественной войны 1812 года генерал-майор Волконский был генерал-адъютантом и состоял при М. И. Кутузове. Во время Заграничных походов занимал должность начальника Главного штаба действующей армии и начальника Главного штаба Его Императорского Величества; за отличие в битве при Лютцене произведён в генерал-лейтенанты.
Изображён в генеральском мундире, введённом для пехотных генералов 7 мая 1817 года, с свитским аксельбантом на груди и вензелями императора Александра I на эполетах. Через плечо под эполетом переброшена Андреевская лента; на шее крест ордена Св. Георгия 3-го класса; справа на груди серебряная медаль «В память Отечественной войны 1812 года» на Андреевской ленте, крест австрийского Военного ордена Марии Терезии 3-й степени, крест английского ордена Бани и крест неустановленного иностранного ордена (крест и лента очень похожи на шведский Военный орден Меча низших степеней, однако Волконский имел этот орден только высшей степени — Большой крест, который выглядит иначе), звёзды орденов Св. Андрея Первозванного и Св. Владимира 1-й степени. Справа внизу подпись художника: Painted from nature by Geo Dawe RA. Подпись на раме: Князь П. М. Волконскiй, Генералъ Лейтенантъ, Начальникъ Главнаго Штаба Е. И. В.
Готовый портрет был принят в Эрмитаж 7 сентября 1825 года. Изображения Андреевской ленты и ордена Св. Андрея Первозванного, которым Волконский был награждён в декабре 1823 года, позволяют сделать вывод, что портрет написан в промежуток между этими датами. В. М. Глинка считал что «внешним обликом, так ярко воспроизведённым на портрете Доу, а также постоянным брюзжанием Волконский напоминал старую ворчливую женщину».
Доу написал несколько однотипных портретов князя П. М. Волконского, отличающихся лишь деталями.
На портрете из собрания Большого Гатчинского дворца П. М. Волконский изображён в генеральском мундире Свиты Его Императорского Величества по квартирмейстерской части, введённом в 1817 году. На обороте имеется надпись, что портрет написан во время Ахенского конгресса, и хотя Волконский тогда позировал Доу, фактически портрет был закончен уже в Санкт-Петербурге, поскольку на нём изображён орден Св. Андрея Первозванного. Появление императора Александра I в апартаментах Волконского в Ахене в тот момент, когда он позировал Доу, и наблюдение императора за работой художника послужили поводом для приглашения Доу в Россию. А. И. Михайловский-Данилевский этот эпизод описал в своих воспоминаниях:

Он [Доу] принес мне три или четыре портрета, коих сходством все были поражены, и между прочим, князь Волконский… сказал, чтобы я к нему прислал Доу для снимания с него портрета. Надобно знать, что из комнат государя была лестница, которая вела прямо к князю Волконскому и по которой император сошёл к нему в одно утро, как Доу князя писал, и государь был столь удивлён необыкновенным сходством, что велел мне сделать предложение Доу приехать в Россию для снятия портретов с наших генералов, на что он, как легко можно вообразить, с радостью согласился.

В собрании Эрмитажа имеется ещё один портрет П. М. Волконского, его основные отличия от галерейного — более тёмная колористическая гамма, уменьшенный размер наконечников аксельбанта, Андреевская лента отсутствует и вместо ордена Св. Андрея Первозванного изображена звезда ордена Св. Александра Невского (хранитель британской живописи в Эрмитаже Е. П. Ренне ошибочно идентифицирует орден как Св. Андрея Первозванного). Подпись художника: Geo Dawe RA pinxt 1823 (последние две цифры несут следы поздней правки). Его размеры 71 × 61,5 см, инвентарный № ГЭ-6460. Этот портрет находился в собственности великого князя Михаила Павловича и до 1894 года хранился в Михайловском дворце. После выкупа Михайловского дворца в казну и устройства в нём Русского музея этот вариант портрета П. М. Волконского оказался в особняке графини Карловой, после Октябрьской революции был национализирован и в 1923 году передан в Эрмитаж. Эта версия портрета датируется не позже осени 1822 года, поскольку с него в Лондоне по заказу петербургского книготорговца С. Флорана была сделана гравюра Т. Райта с указанием даты 1 января 1823 года. Отпечаток этой гравюры также имеется в собрании Эрмитажа (китайская бумага, гравюра пунктиром, 59,7 × 41,5 см, инвентарный № ЭРГ-275). В «Отечественных записках» было напечатано извещение о печатании первых двух гравюр с галерейных портретов А. А. Закревского и П. М. Волконского, причём отмечалось что «Гравер Райт, который в сих новых произведениях резца своего показал неимоверное искусство сохранить в гравюре не только поразительное сходство, но и всю живость красок, свойственных сильной кисти Г. Дова…».
В 1840-х годах в мастерской Карла Края по рисунку И. А. Клюквина с галерейного портрета была сделана литография, опубликованная в книге «Император Александр I и его сподвижники» и впоследствии неоднократно репродуцированная. На литографии к наградам Волконского добавлен портрет императора Николая I с алмазами. Поскольку эту награду Волконский получил в 1830 году, то А. А. Подмазо высказывает предположение, что литография выполнялась с копии галерейного портрета работы А. В. Полякова, который в 1833 году получил разрешение на снятие живописных копий портретов из Военной галереи и в процессе работы к портретам добавлял актуальные на тот момент награды изображённых. Современное местонахождение этой копии неизвестно.

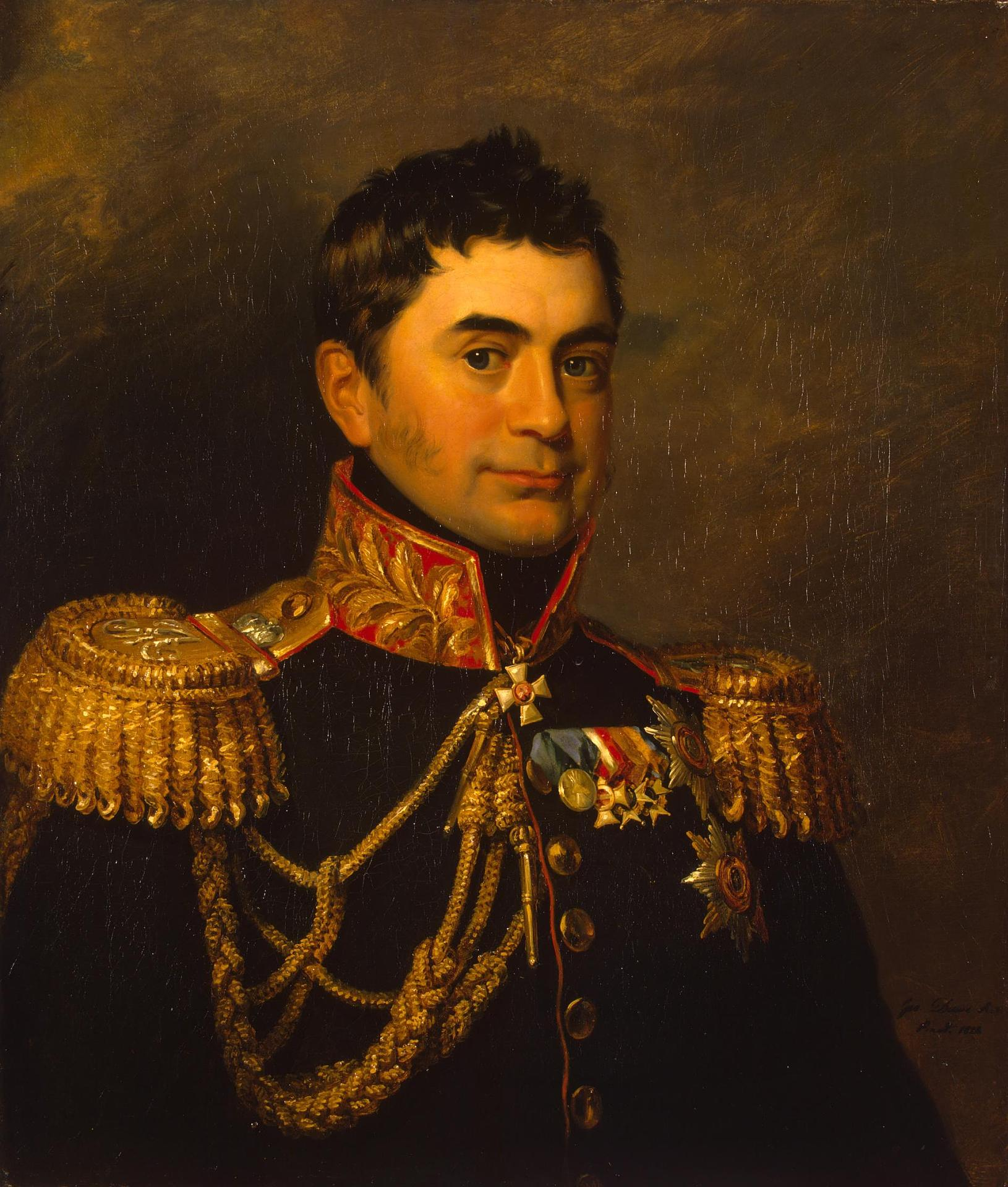
Вариант портрета, с подписью художника, принадлежавший великому князю Михаилу Павловичу.
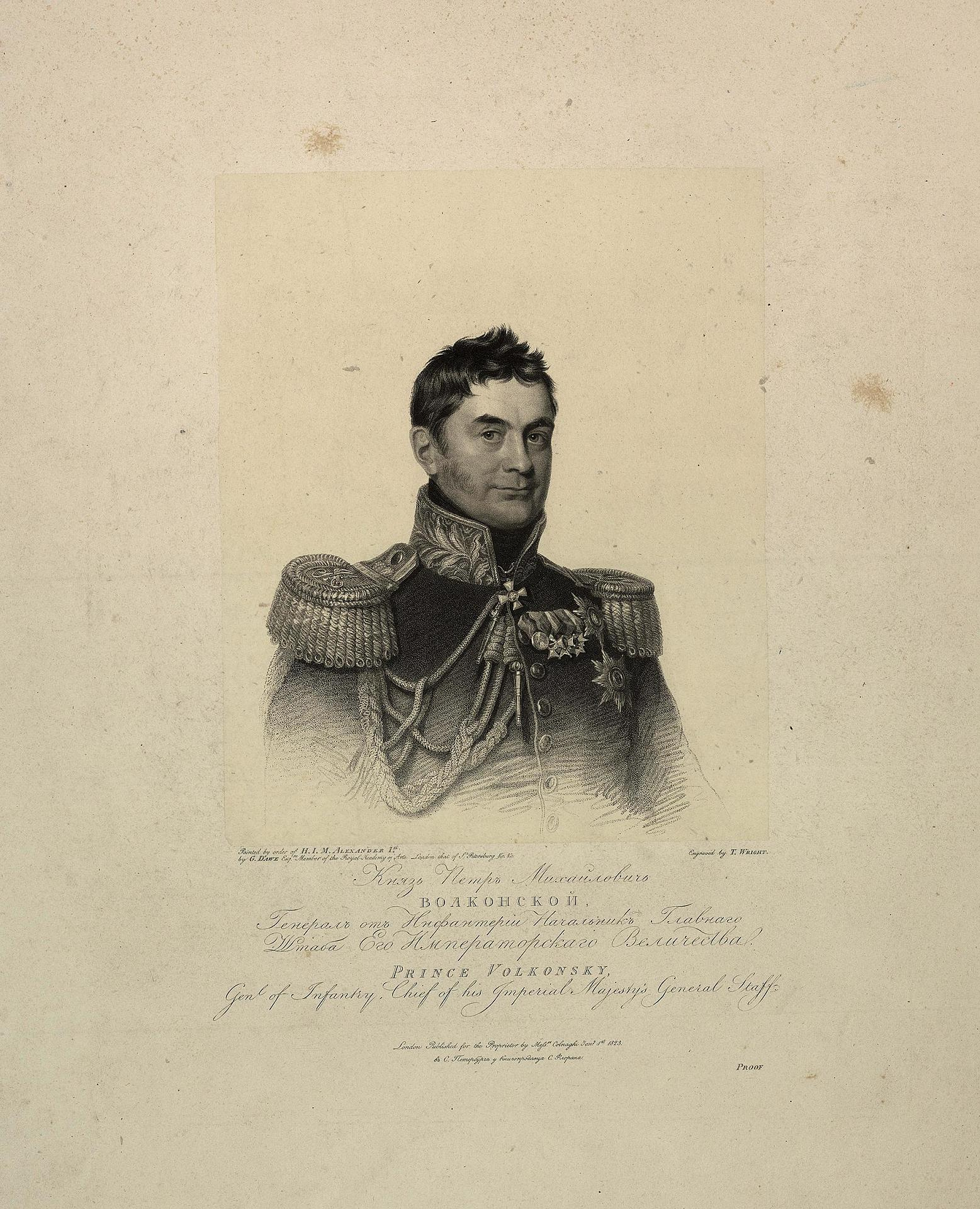
Гравюра Томаса Райта по варианту из собрания великого князя Михаила Павловича
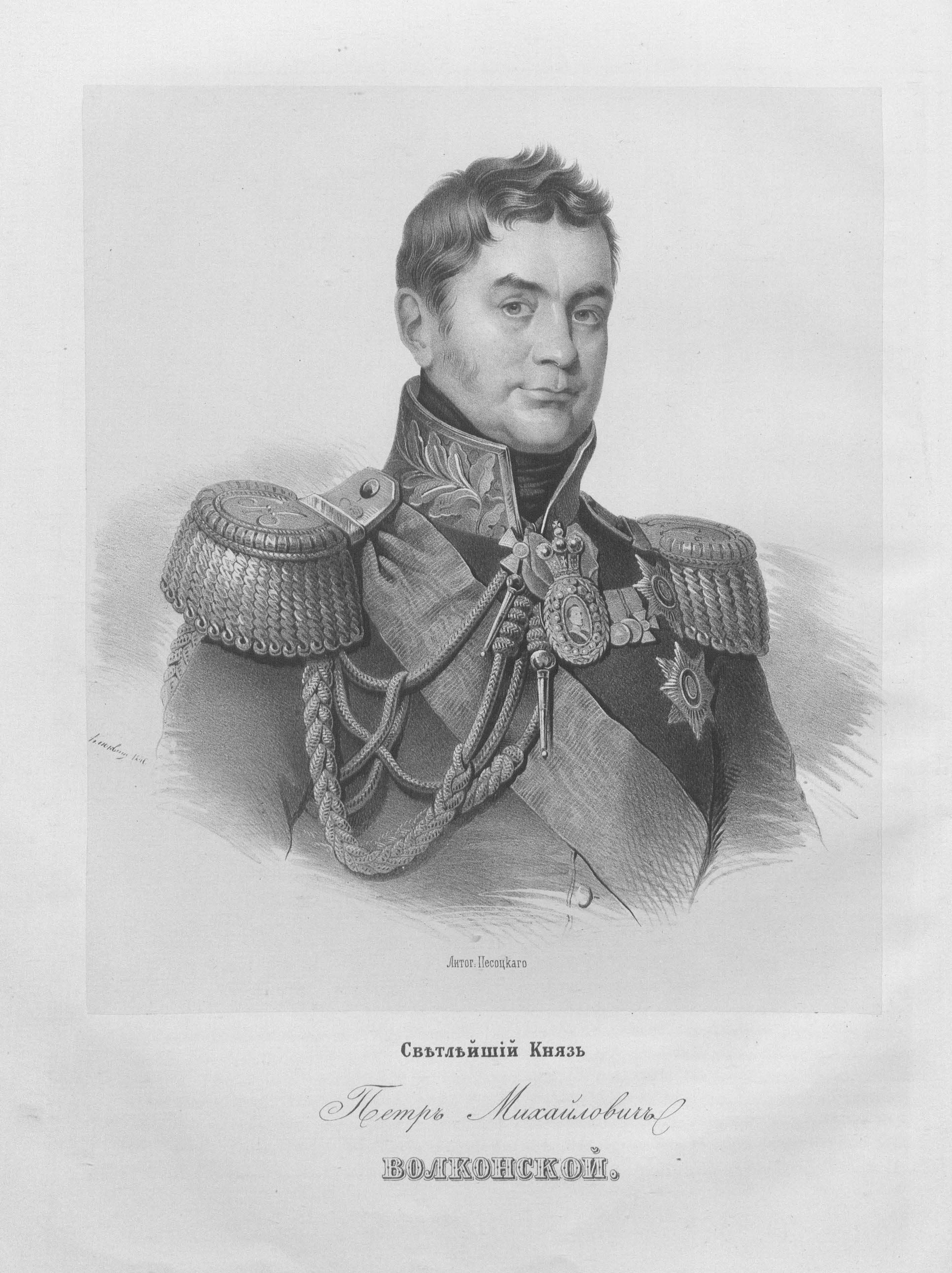
Литография К. Крайя по предположительной копии А. В. Полякова